# Fontenay-sous-Bois
Fontenay-sous-Bois je francouzské město v departmentu Val-de-Marne v regionu Île-de-France.

## Poloha
Ze severu hraničí s obcí Rosny-sous-Bois, na severovýchodě s Neuilly-Plaisance, na východě sousedí s Le Perreux-sur-Marne, na jihovýchodě s Nogent-sur-Marne, na jihu a jihozápadě s Paříží (hranici tvoří především Vincenneský lesík), na západě s městem Vincennes a na jihozápadě s městem Montreuil.

## Název města
Název města je odvozen od množství pramenů (fontaine), které na území dnešního města vyvěraly. Kvůli odlišení od jiných francouzských měst s názvem Fontenay bylo přidáno označení podle sousedícího Vincenneského lesíku. V 18. století zněl název Fontenay-sur-le-bois-de-Vincennes, který byl v 19. století zkrácen na tvar Fontenay-sur-le-bois.

## Historie
První písemná zmínka o Fontenay pochází z roku 847. Podle dokumentu z roku 982 plyne, že kostel ve Fontenay byl závislý na katedrále v Paříži.
Francouzský král Karel V. nechal přivádět vodu ze zdejších pramenů pro zásobování hradu Beauté. Kanály procházely obcí a král dal obyvatelům privilegium na lov vlků za předpokladu, že budou provádět údržbu a čištění vodovodu.
V roce 1219 zde bylo na kraji Vincenneského lesíka zřízeno leprosárium.
Kostel Saint-Germain-l'Auxerrois byl založen ve 13. století a na konci 14. století nově postaven.
Panství Fontenay bylo v majetku pařížského kláštera Saint-Victor. Hlavní zemědělskou činností bylo pěstování vinné révy. V roce 1767 panství koupil od kláštera Jacques Maquer. Žil na zámku, který již zmizel a na jeho místě se dnes nachází park u radnice.
V 19. století zde byly založeny továrny na výrobu obkladů, klavírů a deštníků. Zvyšuje se i počet obyvatel. V roce 1887 byla založena společná nemocnice pro Fontenay-sous-Bois, Montreuil a Vincennes. Byla také postavena pevnost Nogent, která byla ostřelována kanóny během prusko-francouzské války v letech 1870–1871, ale samotné město nebylo válkou zasaženo.
Bombardováním bylo zasaženo v závěru první světové války v noci ze 30. na 31. ledna 1918. Během první světové války padlo 257 obyvatel města. Za druhé světové války bylo 276 obětí, vězňů a popravených odbojářů.
Ve dnech 23. až 25. srpna 1944 probíhaly prudké boje mezi vojáky Wehrmachtu v pevnosti Nogent a členy francouzského odboje, při kterých padlo 30 obyvatel města.
V letech 1971–1973 byla postavena nová budova radnice.

## Doprava
Ve městě jsou dvě nádraží, které umožňují spojení s Paříží linkami RER A a RER E. další spojení zajišťují linky autobusové dopravy. V plánu je rovněž prodloužení tramvajové linky T1.

## Osobnosti
- Nicolas Dalayrac (1753–1809), skladatel
- Louis-Xavier de Ricard (1893–1911), spisovatel a novinář
- François Corbier (* 1944), zpěvák a herec
- Valérie Mairesse (* 1955), herečka
- Samy Naceri (* 1961), herec
- Sandrine Bonnaire (* 1967), herečka
- Mathieu Kassovitz (* 1967), herec a režisér
- Mathieu Boogaerts (* 1970), zpěvák
- Vanessa Paradis (* 1972), zpěvačka
- Eric Cantona, fotbalista a herec bydlí ve Fontenay-sous-Bois
- Dalton Trumbo, americký scenárista bydlel ve Fontenay-sous-Bois v letech 1949–1951
- Jean Galfione, atlet bydlí ve Fontenay-sous-Bois
- Gilles Simon, tenista strávil dětství ve Fontenay-sous-Bois.
- Bernard Kouchner, lékař a politik žil ve Fontenay-sous-Bois

## Partnerská města
- Brovary (Ukrajina)
- Etterbeek (Belgie)
- Marinha Grande (Portugalsko)
- Nibbiano (Itálie)
- Pianello Val Tidone (Itálie)